# Servant (Puy-de-Dôme)
Pour les articles homonymes, voir Servant.
Servant est une commune française, située dans le département du Puy-de-Dôme en région Auvergne-Rhône-Alpes.

## Géographie

### Localisation
Servant est située au nord du département du Puy-de-Dôme.
Sept communes sont limitrophes, dont trois dans le département limitrophe de l'Allier :
| Moureuille | Échassières (Allier) | Nades (Allier)              |
|            | Servant              | Chouvigny (Allier)          |
| Menat      |                      | Saint-Gal-sur-Sioule Pouzol |

### Climat
Pour des articles plus généraux, voir Climat d'Auvergne-Rhône-Alpes et Climat du Puy-de-Dôme.
En 2010, le climat de la commune est de type climat océanique dégradé des plaines du Centre et du Nord, selon une étude du Centre national de la recherche scientifique s'appuyant sur une série de données couvrant la période 1971-2000. En 2020, Météo-France publie une typologie des climats de la France métropolitaine dans laquelle la commune est exposée à un climat de montagne ou de marges de montagne et est dans la région climatique  Ouest et nord-ouest du Massif Central, caractérisée par une pluviométrie annuelle de 900 à 1 500 mm, maximale en automne et en hiver.
Pour la période 1971-2000, la température annuelle moyenne est de 9,9 °C, avec une amplitude thermique annuelle de 15,5 °C. Le cumul annuel moyen de précipitations est de 828 mm, avec 10,8 jours de précipitations en janvier et 7 jours en juillet. Pour la période 1991-2020, la température moyenne annuelle observée sur la station météorologique de Météo-France la plus proche, « Echassières_sapc », sur la commune d'Échassières à 5 km à vol d'oiseau, est de 10,3 °C et le cumul annuel moyen de précipitations est de 847,3 mm,. Pour l'avenir, les paramètres climatiques de la commune estimés pour 2050 selon différents scénarios d'émission de gaz à effet de serre sont consultables sur un site dédié publié par Météo-France en novembre 2022.

## Urbanisme

### Typologie
Au 1er janvier 2024, Servant est catégorisée commune rurale à habitat très dispersé, selon la nouvelle grille communale de densité à sept niveaux définie par l'Insee en 2022.
Elle est située hors unité urbaine. Par ailleurs la commune fait partie de l'aire d'attraction de Saint-Éloy-les-Mines, dont elle est une commune de la couronne,. Cette aire, qui regroupe 15 communes, est catégorisée dans les aires de moins de 50 000 habitants,.

### Occupation des sols
L'occupation des sols de la commune, telle qu'elle ressort de la base de données européenne d’occupation biophysique des sols Corine Land Cover (CLC), est marquée par l'importance des territoires agricoles (76 % en 2018), une proportion sensiblement équivalente à celle de 1990 (76,1 %). La répartition détaillée en 2018 est la suivante : prairies (58,7 %), forêts (24 %), zones agricoles hétérogènes (15,8 %), terres arables (1,4 %). L'évolution de l’occupation des sols de la commune et de ses infrastructures peut être observée sur les différentes représentations cartographiques du territoire : la carte de Cassini (XVIIIe siècle), la carte d'état-major (1820-1866) et les cartes ou photos aériennes de l'IGN pour la période actuelle (1950 à aujourd'hui).

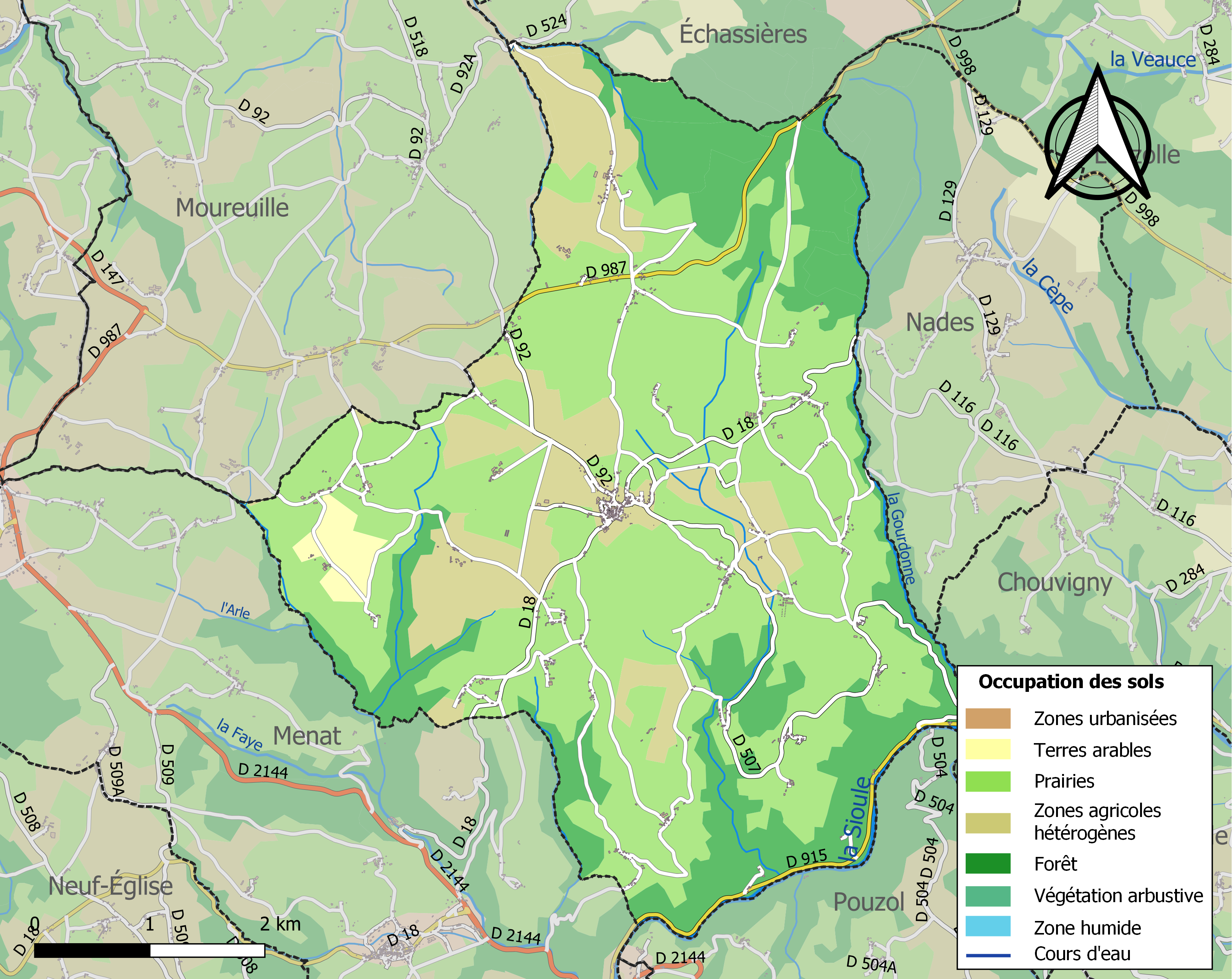
Carte des infrastructures et de l'occupation des sols de la commune en 2018 (CLC).

### Voies de communication et transports
La commune est traversée par les routes départementales 18 (reliant Nades au nord-est à Menat au sud-ouest), 92 (vers Moureuille, au nord-ouest), 507 (vers Pouzol) et 987 (ancienne route nationale 687 reliant Saint-Éloy-les-Mines à Échassières et Bellenaves).

## Politique et administration

### Découpage territorial
La commune de Servant est membre de la communauté de communes du Pays de Saint-Éloy, un établissement public de coopération intercommunale (EPCI) à fiscalité propre créé le 1er janvier 2017 dont le siège est à Saint-Éloy-les-Mines. Ce dernier est par ailleurs membre d'autres groupements intercommunaux. Jusqu'en 2016, elle était membre de la communauté de communes du Pays de Menat.
Sur le plan administratif, elle est rattachée à l'arrondissement de Riom, à la circonscription administrative de l'État du Puy-de-Dôme et à la région Auvergne-Rhône-Alpes. Elle faisait partie du canton de Menat jusqu'en mars 2015.
Sur le plan électoral, elle dépend du canton de Saint-Éloy-les-Mines pour l'élection des conseillers départementaux, depuis le redécoupage cantonal de 2014 entré en vigueur en 2015, et de la deuxième circonscription du Puy-de-Dôme pour les élections législatives, depuis le dernier découpage électoral de 2010 (sixième circonscription avant 2010).

### Élections municipales et communautaires

#### Élections de 2020
Le conseil municipal de Servant, commune de moins de 1 000 habitants, est élu au scrutin majoritaire plurinominal à deux tours avec candidatures isolées ou groupées et possibilité de panachage. Compte tenu de la population communale, le nombre de sièges à pourvoir lors des élections municipales de 2020 est de 15. La totalité des candidats en lice a été élue dès le premier tour, le 15 mars 2020, avec un taux de participation de 74,64 %.

#### Chronologie des maires
| Période                                  | Période                         | Identité                     | Étiquette | Qualité                                                                 |
| ---------------------------------------- | ------------------------------- | ---------------------------- | --------- | ----------------------------------------------------------------------- |
| Les données manquantes sont à compléter. |                                 |                              |           |                                                                         |
| 1793                                     | 1804                            | François Senturel            |           |                                                                         |
| 1804                                     | 1815                            | Gabriel Rouderon             |           | Fils du notaire Gabriel Rouderon                                        |
| 1815                                     | 1830                            | Gabriel Bidet                |           |                                                                         |
| 1830                                     | 1847                            | Jacques Rouderon             |           | Petit-fils du notaire Charles Rouderon                                  |
| 1847                                     | 1865                            | Pierre Charles Baisle        |           | Ancien membre du conseil d'arrondissement, ancien juge de paix de Menat |
| 1865                                     | 1871                            | Charles Jean Baptiste Baisle |           | Frère de son prédécesseur                                               |
| 1871                                     | 1876                            | Léon Sinturel                |           |                                                                         |
| 1876                                     | 1884                            | Jean Baptiste Baisle         |           |                                                                         |
| 1884                                     | 1888                            | Gervais Chartron             |           |                                                                         |
| 1888                                     | 1891                            | Léon Sinturel                |           |                                                                         |
| 1891                                     | 1904                            | Charles Chanselme            |           |                                                                         |
| 1904                                     | 1925                            | Victor Malleret              |           |                                                                         |
| 1925                                     | 1953                            | Ludovic Durand               |           |                                                                         |
| 1953                                     | 1965                            | Suzanne Rouderon             |           | Nièce de Victor Malleret                                                |
| 1965                                     | 1971                            | Ludovic Tabardin             |           |                                                                         |
| 1971                                     | 1989                            | Michel Pinel                 |           |                                                                         |
| 1989                                     | 2001                            | Madeleine Perrin             |           | Fille de Ludovic Durand                                                 |
| mars 2001                                | mars 2014                       | Dominique Souilhat           |           | Président de la communauté de communes du Pays de Menat (2008-2014)     |
| 2014 (réélu en 2020)                     | En cours (au 29 septembre 2021) | Sylvain Durin,               |           | Sapeur-pompier                                                          |

## Population et société

### Démographie
L'évolution du nombre d'habitants est connue à travers les recensements de la population effectués dans la commune depuis 1793. Pour les communes de moins de 10 000 habitants, une enquête de recensement portant sur toute la population est réalisée tous les cinq ans, les populations de référence des années intermédiaires étant quant à elles estimées par interpolation ou extrapolation. Pour la commune, le premier recensement exhaustif entrant dans le cadre du nouveau dispositif a été réalisé en 2005.

En 2022, la commune comptait 559 habitants, en évolution de +4,49 % par rapport à 2016 (Puy-de-Dôme : +2,1 %, France hors Mayotte : +2,11 %).
| 1793  | 1800  | 1806  | 1821  | 1831  | 1836  | 1841  | 1846  | 1851  |
| ----- | ----- | ----- | ----- | ----- | ----- | ----- | ----- | ----- |
| 1 410 | 2 077 | 1 366 | 1 496 | 1 565 | 1 664 | 1 731 | 1 813 | 1 795 |

| 1856  | 1861  | 1866  | 1872  | 1876  | 1881  | 1886  | 1891  | 1896  |
| ----- | ----- | ----- | ----- | ----- | ----- | ----- | ----- | ----- |
| 1 730 | 1 658 | 1 668 | 1 649 | 1 749 | 1 733 | 1 725 | 1 665 | 1 576 |

| 1901  | 1906  | 1911  | 1921  | 1926  | 1931  | 1936 | 1946 | 1954 |
| ----- | ----- | ----- | ----- | ----- | ----- | ---- | ---- | ---- |
| 1 554 | 1 551 | 1 491 | 1 243 | 1 070 | 1 028 | 931  | 821  | 861  |

| 1962 | 1968 | 1975 | 1982 | 1990 | 1999 | 2005 | 2006 | 2010 |
| ---- | ---- | ---- | ---- | ---- | ---- | ---- | ---- | ---- |
| 790  | 715  | 681  | 604  | 508  | 521  | 557  | 560  | 524  |

| 2015 | 2020 | 2022 | - | - | - | - | - | - |
| ---- | ---- | ---- | - | - | - | - | - | - |
| 536  | 557  | 559  | - | - | - | - | - | - |

## Culture locale et patrimoine

### Lieux et monuments

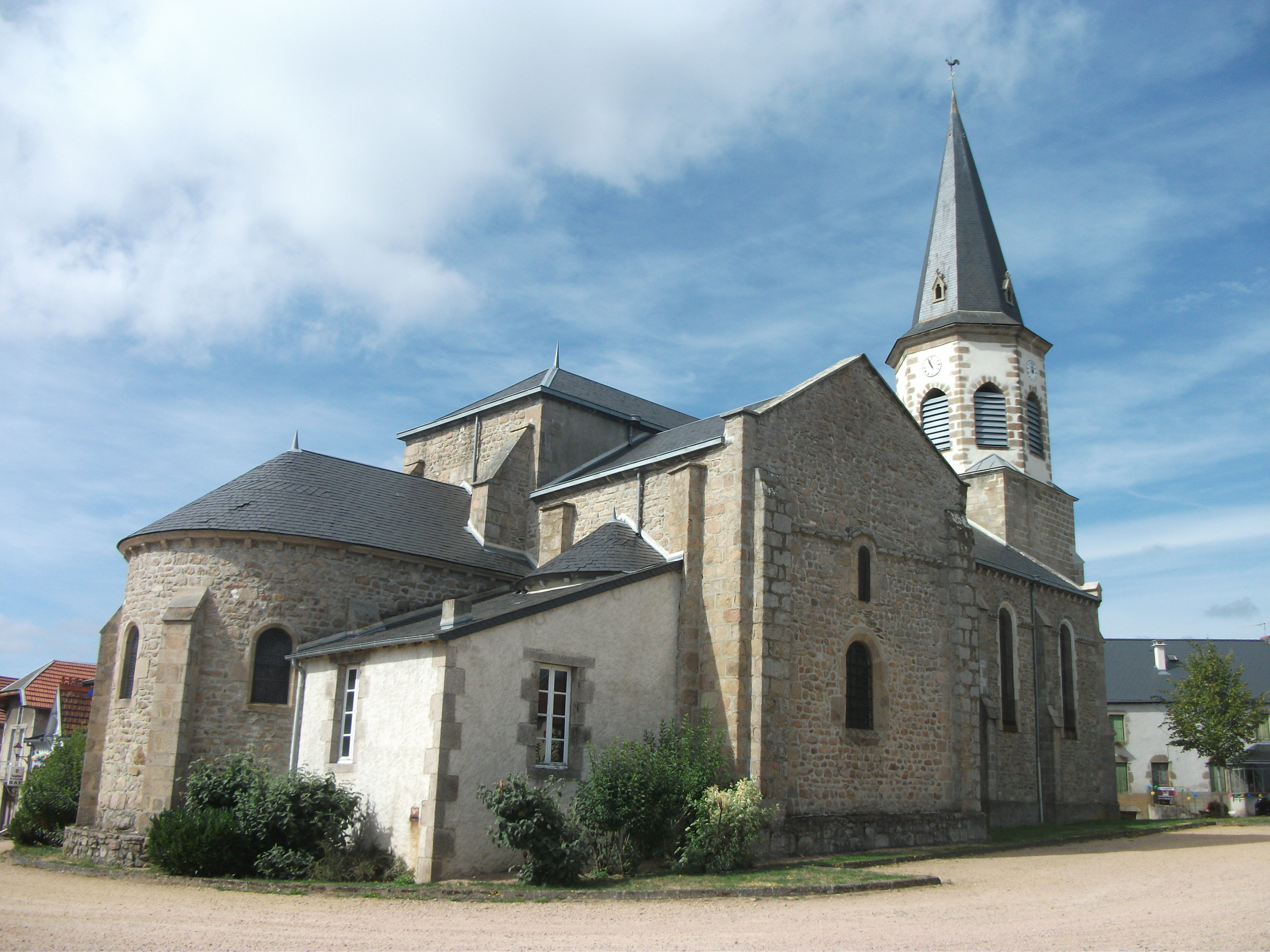
Église.

- L'église Sainte-Radegonde-et-Saint-Bonnet date son transept du XIIe siècle. Le reste, dont la nef, est du XIXe siècle.
- Base de loisirs de la Prade. Camping, baignade.

### Musique
La mazurka de Servant
Une musique traditionnelle nommée Mazurka de Servant a été collectée en 1970 par Jean Blanchard, puis diffusée notamment par le musicien Germain Bideau, permettant ainsi à ce morceau traditionnel combraillais une plus large diffusion.
En 2017, le groupe Wazoo reprend ce morceau, qui est inclus dans leur nouvel album, L'amour sera toujours dans nos prés. Le tournage du clip en question a été réalisé dans les Combrailles, autour de Servant.

### Héraldique
| Blason de Servant | Blason  | Parti, au premier, d'azur à la feuille de chanvre de cinq pièces d'argent, au second, de gueules à l'amphore d'argent, au loup passant d'or brochant en chef. |
| Blason de Servant | Détails | Le statut officiel du blason reste à déterminer. |